# Società Polisportiva Aurora
La Società Polisportiva Aurora , meglio nota come Aurora, era una società calcistica sammarinese con sede a Santa Mustiola, nel castello della Città di San Marino.
Il club fu fondato nel 1968, ma il 3 aprile 1987 i dirigenti sospesero l'attività, per arrendersi definitivamente il 31 agosto dello stesso anno.
L'Aurora ha partecipato ad un solo campionato sammarinese di prima divisione: quello del 1985-1986, in cui concluse al 14º posto con 10 punti frutto di 2 vittorie, 4 pareggi e 8 sconfitte, 20 gol fatti e 44 subiti.